# مبارک‌آباد (سرپنیران)
مبارک‌آباد (سرپنیران)، روستایی از توابع بخش مرکزی شهرستان پاسارگاد در استان فارس ایران است.

## جمعیت
این روستا در دهستان سرپنیران قرار دارد و طبق گفته‌ی خود ساکنین آن محل تعداد ۲۵ خانوار و ۷۵ نفر در این روستا زندگی می‌کنند.  